# Siby Ginette Bellegarde
Pour les articles homonymes, voir Bellegarde.
Siby Ginette Bellegarde est une personnalité politique malienne, née le 25 janvier 1949 à la Martinique (Département français d’Outre-mer). Elle fut ministre de l’Enseignement supérieur et de la Recherche scientifique de 2009 à 2012.

## Biographie
Ginette Siby Bellegarde a suivi ses études primaires et secondaires à Fort-de-France. Après avoir passé un diplôme universitaire d'enseignement supérieur à Fort-de-France, elle poursuit des études supérieures à l’Université Paris XI-Orsay en France où elle obtient une maîtrise en chimie et diplôme d’études approfondies (DEA) en métallurgie spéciale en 1975, puis un doctorat.
Siby Ginette Bellegarde a exercé la carrière d’enseignant en qualité de professeur de chimie au lycée de Rosso (Mauritanie), de Marcory (Côte d'ivoire) et à l’École normale supérieure de Bamako (Mali) . Siby Ginette Bellegarde a exercé les fonctions de directrice générale de l’école des hautes études pratiques (devenu Institut universitaire de gestion en 1996), puis de vice-recteur de l’Université du Mali en 2002 et enfin recteur de l’Université en 2004,. 
Mme SIBY Ginette Bellegarde a conduit plusieurs grandes reformes au sein de l'enseignement supérieur : 
- mise en place du programme de formation des formateurs.
- Création de 4 universités à Bamako et de l'université de Ségou
- Digitalisation de la gestion des effectifs estudiantins. Cette réforme à mis fin aux fraudes liées aux multiples inscriptions dans différents établissements universitaires.
- Lancement des locaux de l'université à Kabala.

Le 9 avril 2009 le président Amadou Toumani Touré la nomme ministre des Enseignements Secondaire, Supérieur et de la Recherche Scientifique dans le gouvernement remanié de Modibo Sidibé. Le 6 avril 2011 elle est nommée ministre de l’Enseignement Supérieur et de la Recherche Scientifique dans le gouvernement de Gouvernement de Cissé Mariam Kaïdama Sidibé.